# 文家市鎮
文家市鎮（ぶんかし-ちん）は、中華人民共和国湖南省長沙市瀏陽市に位置する鎮。

## 行政区画
- 文家市社区（文家市社区、双田村を母体に新制「文家市社区」として発足）
- 新発村
- 沙渓村
- 岩前新村（岩前村、白渓村を母体に新制「岩前新村」として発足）
- 五神村
- 永豊村
- 大成村
- 湘竜村
- 文華村
- 玉泉村[3]

## 歴史
中華民国の時、文家市地区は里仁大団の管轄に属する。
1933年、「興徳鎮」と改称。
1983年、文家市大隊、文家市集鎮を母体に新制「文家市鎮」として発足。
1995年6月、岩前郷を吸収合併する。

## 経済

### 名物・特産品

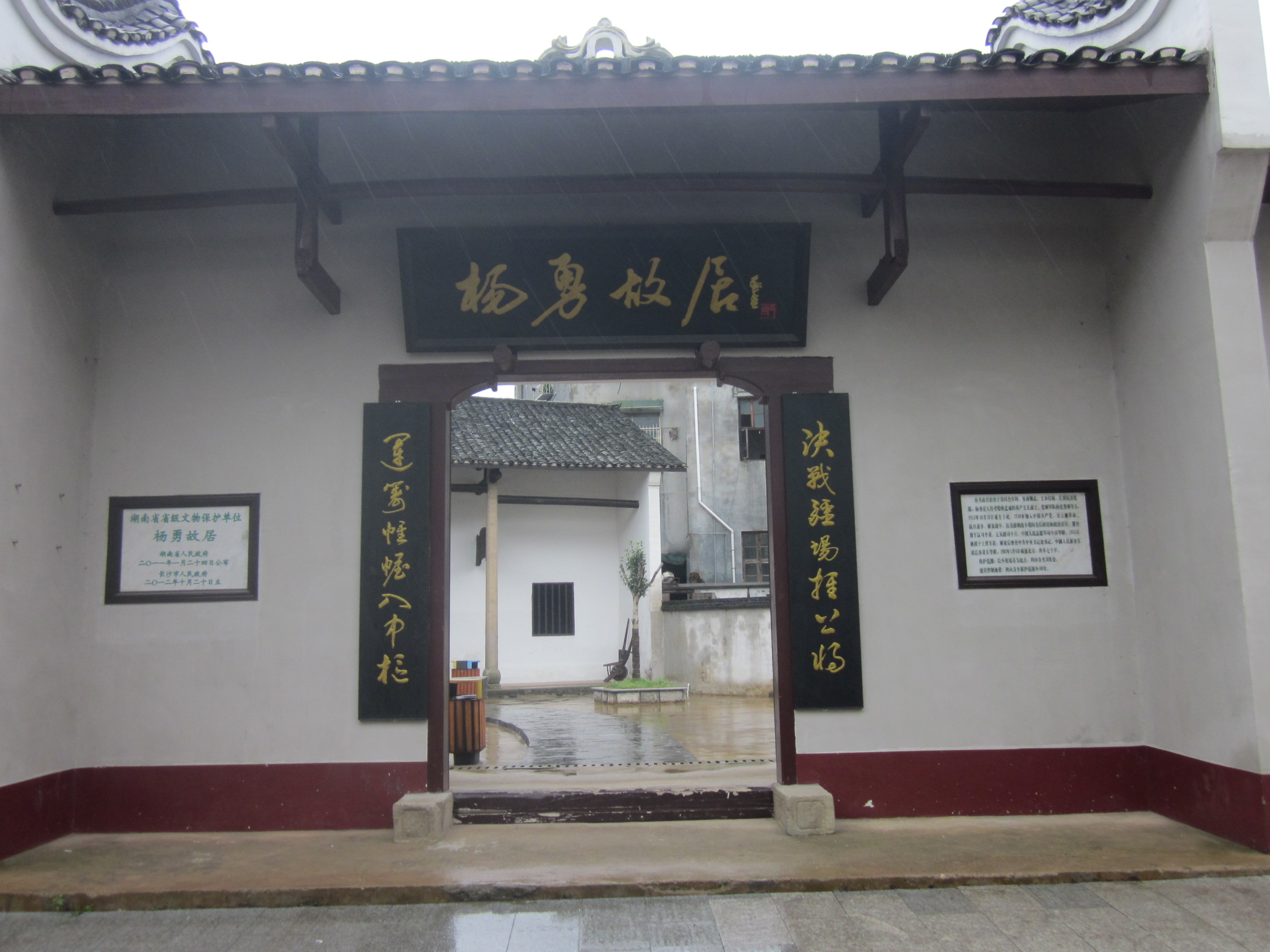
楊勇故居

- 煤炭
- 鉄
- 石灰岩

## 地理
文家市鎮は瀏陽市の南東部に位置し、北は中和鎮、永和鎮と、東は江西省万載県と、西は澄潭江鎮と、南は江西省宜春市、萍郷市とそれぞれ接している。
- 河川：瀏陽河
- 山：黄狗嶺（標高562メートル）

## 教育
- 文家市中学
- 瀏陽市第十一中学

## 交通

### 道路
- 省道S310

## 観光
- 楊勇故居
- 秋収起義文家市会師旧址

## 出身有名人
- 楊勇：中国人民解放軍上将